# Platyrinchus coronatus
Platyrinchus coronatus là một loài chim trong họ Tyrannidae.